# Bai Yu
Bai Yu (chino simplificado: 白宇), es un actor y cantante chino.

## Biografía
En 2009 se unió a la Academia Central de Arte Dramático (en inglés: "Central Academy of Drama") en Beijing, China.
Sale con la actriz china Liu Mengmeng (刘萌萌).

## Carrera
Es miembro de la agencia "Easy Entertainment".
En enero de 2015 se unió al elenco recurrente de la serie Grow Up donde interpretó al rebelde interno Xie Nanxiang.
El 12 de agosto de 2016 se unió al elenco recurrente de la película Love O2O donde dio vida a Cao Guang.
Ese mismo mes se unió al elenco recurrente de la serie Love O2O donde volvió a interpretar el personaje de Guang Cao, un estudiante de lenguas extranjeras que aunque al inicio tiene una relación complicada con Zhao Er Xi (Mao Xiaotong) termina enamorándose de ella.
El 24 de octubre del mismo año se unió al elenco principal de la serie Memory Lost (美人为馅) donde dio vida a Han Chen, el subjefe del equipo de policía cívica y miembro del Equipo Black Shield que se especializa en investigaciones criminales cuya memoria es borrada pero aún tiene recuerdos de su prometida Bai Jingxi (Yang Rong), hasta el final de la serie el del mismo año.
El 27 de julio de 2017 se unió al elenco de la película The Founding of an Army donde interpretó al soldado Cai Qingchuan.
El 13 de junio de 2018 se unió al elenco principal de la serie web Guardian (镇魂) donde dio vida a Zhao Yunlan, el director del departamento de investigación especial (SID) y la reencarnación del antiguo héroe de guerra Kunlun, hasta el final de la serie el 25 de junio del mismo año.
El 18 de abril de 2019 se unió al elenco principal de la serie Detective L (绅探) donde interpretó a Luo Fei, un famoso detective de la década 1930's y miembro de la unidad de investigación, hasta el final de la serie el 24 de mayo del mismo año.
El 6 de enero del 2020 se unió al elenco principal de la serie Fairyland Lovers donde dio vida al médico Bai Qi, hasta el final de la serie el 5 de febrero del mismo año.
El 19 de agosto de 2021 se unirá al elenco principal de la serie Thank You Doctor donde interpretará al médico Bai Shu.
Ese mismo año se unirá al elenco de la serie The Fated General donde dará vida a Bo Li.
Así como al elenco principal de la serie The Bond donde interpretará a Qiao Yicheng, el hermano mayor de la familia Qiao.

## Filmografía

### Series de televisión
| Año             | Título                     | Personaje            | Notas                |
| --------------- | -------------------------- | -------------------- | -------------------- |
| TBA             | Zhaoge                     | Profesor Li          |                      |
| TBA             | The Fated General          | Bo Li                |                      |
| 2022 - presente | Take Us Home               | Zheng Xijue          |                      |
| 2022 - presente | Thank You Doctor           | Dr. Bai Zhu          |                      |
| 2022 - presente | The Wind Blows From Longxi | Xun Xu               | [ 13 ]               |
| 2021            | The Bond                   | Qiao Yicheng         | 36 episodios         |
| 2021            | Vacation of Love           | Hou Hao              | 35 episodios         |
| 2021            | Minning Town               | Ding Shijun          | (aparición especial) |
| 2020            | The Long Night             | Jiang Yang           | 12 episodios         |
| 2020            | Fairyland Lovers           | Dr. Bai Qi           | 35 episodios         |
| 2019            | Detective L                | Det. Luo Fei         | 24 episodios         |
| 2018            | Guardian                   | Zhao Yunlan / Kunlun | 40 episodios         |
| 2018            | Suddenly This Summer       | Zhang Yuan           | 30 episodios         |
| 2017            | Above the Clouds           | Mu Ge                |                      |
| 2016            | Memory Lost                | Han Chen             | 36 episodios         |
| 2016            | Hello, Joann               | Chen Xiao            |                      |
| 2016            | Love O2O                   | Guang Cao            | 20 episodios         |
| 2016            | Young Marshal              | Feng Yong            |                      |
| 2015            | Grow Up                    | Dr. Xie Nanxiang     |                      |
| 2014            | 0.5 Diors                  | You Dongdong         | 30 episodios         |

### Películas
| Año  | Película                   | Personaje                    | Notas                                                                                    |
| ---- | -------------------------- | ---------------------------- | ---------------------------------------------------------------------------------------- |
| 2021 | 1921                       | Cai Hesen                    | junto a Huang Xuan, Han Dongjun, Zhang Yunlong, Shawn Dou, Liu Haoran y Karry Wang       |
| 2019 | Looking Up                 | Ma Fei                       | junto a Deng Chao y Li Jianyi                                                            |
| 2018 | The Demon Law (缉妖法海传) | Pei Wende                    | junto a Huang Rong (黄蓉) y Jiang Zhenhao (姜震昊)                                       |
| 2017 | The Founding of an Army    | Cai Qingchuan                | junto a Liu Ye, Zhu Yawen, Huang Zhizhong, Wang Jingchun, Oho Ou, Liu Haoran y Ma Tianyu |
| 2016 | Love O2O                   | Cao Guang / Zhenshui Wuxiang | junto a Jing Boran, Angelababy, Tan Songyun, Cheng Yi, Wu Qian y Li Qin                  |
| 2016 | When Larry Met Mary        | Conocido de Mary             | junto a Song Jia, Bao Bei'er, Zhu Yawen y Fangyuan Chang                                 |
| 2016 | The Fraud Love Group       | Yang Xiuxian                 |                                                                                          |

### Apariciones en programas
| Año             | Programa                        | Notas                          |
| --------------- | ------------------------------- | ------------------------------ |
| 2021 - presente | Marvelous City                  | miembro                        |
| 2019            | Youth Periplous (青春环游记)    | (ep. #1, 5-7, 11-12) - miembro |
| 2019            | Keep Running Season 7 (奔跑吧7) | (ep. #1) - invitado            |
| 2019            | My Agent and I (我和我的经纪人) | 10 episodios - miembro         |
| 2018            | Happy Camp (快乐大本营)         | invitado                       |

### Revistas / sesiones fotográficas
| Año  | Título            | Notas                       |
| ---- | ----------------- | --------------------------- |
| 2019 | Hommes L'Officiel | (publicación de septiembre) |
| 2018 | Harper's Bazaar   | junto a Zhu Yilong          |

### Eventos
| Año  | Título                                 | Notas                              |
| ---- | -------------------------------------- | ---------------------------------- |
| 2021 | 2021 GQMOTY Person of the Year Cremony | invitado                           |
| 2021 | 2020 Weibo Night                       | invitado                           |
| 2020 | Nice to Meet Poetry                    | (Special Spring Poetry Livestream) |
| 2020 | CCTV Chinese New Year Gala Programme   |                                    |
| 2019 | 2019 Tencent Video Star Awards         |                                    |

### Anuncios / Endorsos
| Año  | Marca               | Notas    |
| ---- | ------------------- | -------- |
| 2019 | Bai Yu x Clarisonic |          |
| 2019 | CHANDO Facemask     | Portavoz |

### Embajador
| Año   | Marca           | Notas             |
| ----- | --------------- | ----------------- |
| 2018- | Crest           |                   |
| 2019- | Rado Watches    | Rado Ambassador   |
| 2020- | Gillette        |                   |
| 2020- | Hair Recipe     |                   |
| 2021- | Siemens         |                   |
| 2021- | Whoo            |                   |
| 2021- | CROCS           |                   |
| 2021- | Motorola        |                   |
| 2021- | RemyMartin      | Amigo de la marca |
| 2021- | Villeroy & Boch |                   |

## Discografía

### Singles
| Año  | Canción                                   | Álbum                                 | Notas                                                 |
| ---- | ----------------------------------------- | ------------------------------------- | ----------------------------------------------------- |
| 2019 | The Glory of Youth (少年的荣光)           | OST de "Sheng Zai Zhong Guo"          |                                                       |
| 2018 | Wake Me Up                                | Canción publicitaria para "Nivea Men" |                                                       |
| 2018 | Earth Star Meets Heaven Star (地星撞海星) | -                                     | junto a Zhu Yilong                                    |
| 2018 | Flight of Time (时间飞行 / Time Flies)    | OST de "Guardian"                     | junto a Zhu Yilong                                    |
| 2018 | 10.30 at Los Angeles (洛杉矶的十点半)     | OST de "Suddenly Summer"              |                                                       |
| 2016 | Deep Sleep (沉眠)                         | OST de "Memory Lost"                  | junto a Yang Rong                                     |
| 2016 | A Smile is Beautiful (一笑倾城)           | OST de "Love O2O"                     | junto a Vin Zhang, Zhang He, Zheng Yecheng y Cui Hang |

## Premios y nominaciones
| Año  | Categoría                                 | Premio                                                       | Trabajo              | Resultado |
| ---- | ----------------------------------------- | ------------------------------------------------------------ | -------------------- | --------- |
| 2021 | Outstanding Actor of the Year             | 2021 China TV Drama Awards                                   | The Bond             | Ganó      |
| 2021 | Artist of the Year                        | 2021 New Weekly Awards                                       | -                    | Ganó      |
| 2021 | Best Actor in a Television Series         | 2021 IFeng Film and TV Award                                 | The Bond             | Nominado  |
| 2021 | Audience's Favorite TV Actor              | 32th Premios Huading                                         | The Bond             | Nominado  |
| 2021 | Best Actor (Contemporary Drama)           | 32th Premios Huading                                         | The Long Night       | Nominado  |
| 2021 | Promising Actor of the Year               | GQ 2021 Men of the Year                                      | -                    | Ganó      |
| 2021 | Best Actor                                | 2021 BIFF Asia Contents Awards                               | The Long Night       | Nominado  |
| 2020 | Breakthrough Actor of the Year            | 2020 Weibo Night                                             | The Long Night       | Ganó      |
| 2020 | Outstanding Actor of the Year             | 9th iQiyi All-Star Carnival                                  | The Long Night       | Ganó      |
| 2020 | Best Actor in a Television Series         | 2020 IFeng Film and TV Award                                 | The Long Night       | Ganó      |
| 2020 | Best Leading Actor in a Television Series | 3rd Sir Movie Cultural And Entertainment Industry Awards     | The Long Night       | Nominado  |
| 2020 | Quality Actor of the Year                 | Tencent Entertainment White Paper                            | The Long Night       | Ganó      |
| 2020 | Acclaimed Actor of the Year               | iQIYI Scream Night                                           | The Long Night       | Ganó      |
| 2020 | Outstanding Actor                         | 7th The Actors of China Award                                | Fairyland Lovers     | Ganó      |
| 2019 | Breakthrough Movie Actor of the Year      | Tencent Video All Star Award                                 | Looking Up           | Ganó      |
| 2019 | Best Actor                                | Golden Bud - The Fourth Network Film And Television Festival | Detective L          | Nominado  |
| 2018 | Most Popular Soundtrack                   | Q China Music Award                                          | Time Flies           | Ganó      |
| 2018 | Most Popular Crossover Singer             | Q China Music Award                                          | -                    | Ganó      |
| 2018 | Promising Artist Award                    | GQ 2018 Men of the Year                                      | -                    | Ganó      |
| 2018 | Quality TV Actor of the Year              | 12th Tencent Video Star Award                                | Suddenly This Summer | Ganó      |
| 2016 | Best Couple                               | 5th iQiyi All-Star Carnival                                  | Memory Lost          | Ganó      |